# Sonia Fernández-Vidal
Sonia Fernández-Vidal (Barcelona, 8 de marzo de 1978) es una escritora, investigadora, emprendedora y divulgadora científica española.

## Biografía

### Educación
Sonia Fernández-Vidal es doctora en Óptica e Información Cuántica por la Universidad Autónoma de Barcelona y Académica Numeraria de la Real Academia Europea de Doctores.

### Trabajo científico
Contribuyó en el año 2003 en el proyecto del Gran Colisionador de Hadrones LHC del acelerador de partículas CERN. En 2005 colaboró con la división teórica en el Los Álamos National Laboratory (LANL), en un proyecto sobre la decoherencia e información cuántica. También contribuyó en 2006 en un proyecto europeo sobre computación cuántica escalable con luz y átomos en el Instituto de Ciencias Fotónicas ICFO.

### Docencia
A partir de 2009 trabajó como docente e investigadora en la Universidad Autónoma de Barcelona, impartiendo, además, charlas de divulgación científica para personas no especializadas. Fue profesora del departamento de física de la Universidad Autónoma de Barcelona.

### Escritos
Es autora del libro La Puerta de los Tres Cerrojos (2011), una novela de divulgación científica destinada tanto a niños como mayores, que contra todo pronóstico se mantuvo en la lista de los más vendidos en España durante meses, agotando ediciones mes a mes y vendiendo los derechos del libro a 12 idiomas. Varias personalidades internacionales han aclamado su novela desde su lanzamiento, tales como el Premio Nobel de la Paz Muhammad Yunus, el autor best seller estadounidense Ken Blanchard, el científico y futurista del MIT Raymond Kurzweil y el autor best seller español Álex Rovira.
Su segundo libro, Quantic Love (2012), también colocó a Sonia Fernández-Vidal en las listas de los autores más vendidos en España, con una segunda edición tras un mes de su lanzamiento y con 40.000 libros en librerías en menos de dos meses.
Su tercer libro, Desayuno con Partículas (2013), aborda la mecánica cuántica de una manera amena y accesible para todos los públicos. El libro está escrito en colaboración con el periodista Francesc Miralles. 
En 2015, Sonia, en colaboración con la ilustradora Pilarín Bayés. Juntas publicaron El Universo en Tu Mano (2015), dedicado a niños entre los 5 y los 11 años de edad).

### Reconocimientos
Sonia Fernández-Vidal, es cofundadora y Directora de Innovación de la consultora tecnológica Gauss & Neumann. En 2012, la firma Cortefiel eligió a Sonia como imagen de su campaña Gente con Talento. En 2017, Sonia fue elegida como una de las personas más creativas del mundo por la revista Forbes y en 2018 como una de los 100 Líderes Económicos del Mañana por el Instituto Choiseul.

## Libros
- La puerta de los tres cerrojos (Editorial La Galera, 2011, ISBN 9788424635770). Que se subdivide en 3 libros
- Quantic Love (Editorial La Galera, 2012, ISBN 9788424641702).
- Desayuno con Partículas (Editorial Plaza y Janés, 2013, ISBN 9788401348136).
- El Universo en Tus Manos (Editorial La Galera, 2015, ISBN 978-8424653422).
- La Senda de las Cuatro Fuerzas (Editorial Destino, 2018, ISBN 8408182552).
- Los cinco reinos eternos (Editorial Planeta, 2019, ISBN 978-84-08-21717-6).